# Krucz (wieś)
Krucz – wieś w Polsce położona w województwie wielkopolskim, w powiecie czarnkowsko-trzcianeckim, w gminie Lubasz.

## Położenie
Wieś położona jest ok. 12 km na północny zachód od Czarnkowa, nad rzeczką Gulczanką na północnym skraju Puszczy Noteckiej. 

## Historia
Miejscowość pierwotnie związana była z Wielkopolską. Istnieje co najmniej od końca XIV wieku. Wymieniona została w łacińskim zapisie z 1399 jako „Crocz”, 1433 „Crothecz”, 1526 „Crotsch, Krotsch”, 1563 „Krucz”.
Miejscowość pierwotnie była własnością szlachecką, należącą do lokalnej szlachty wielkopolskiej z rodu Janowskich, Obornickich, a później Trąmpczyńskich, Włościejewskich. W 1445 wieś znajdowała się w powiecie poznańskim Korony Królestwa Polskiego. W 1451 należała do parafii Lubasz.
W latach 1399-1424 w źródłach notowany był Jan I z miejscowości Krocz oraz Janów Młyn leżącym w powiecie gnieźnieńskim, a który obecnie nazywa się Janowcem Wielkopolskim. W 1433 w zapisach procesowych odnotowani zostali bracia Jan II oraz Wojciech Janowski toczący spór sądowy z kasztelanem gnieźnieńskim Piotrem Bnińskim herbu Łodzia. W 1445 zapisali oni swojej matce Burnecie z Janów Młyna po 100 grzywien posagu oraz wiana na wsiach dziedzicznych, które wspólnie posiadali na zasadzie niedziału: Śmiłowo koło Szamotuł, Środkę koło Wronek, Kierzkowo koło Barcina w powiecie kcynskim oraz połowy wsi Krucz oraz Mirucin. W 1447 Jan II toczył procesy z Mikołajem oraz z Jakubem i Maciejem z Dobieszewic koło Pakości w powiecie pow. gnieźnieńskim. W procesach tych Burneta, wdowa po Janie I Janowskim, okazała dokument wienny, a sąd utrzymał go w mocy. W 1462 jako dziedzic wsi odnotowany został Jan II Janowski, a w 1465 wspomniany został jako już zmarły.
W 1505 Feliks Obornicki z Gaju Wielkiego sprzedał z zastrzeżeniem prawa odkupu za 150 grzywien połowę wsi Gaj Wielki oraz całe części jakie posiadał we wsiach Krucz oraz Hamrzysko swojemu młodszemu rodzeństwu przyrodniemu Andrzejowi, Piotrowi, Stanisławowi, Wawrzyńcowi, Janowi, Katarzynie oraz Elżbiecie z  Włościejewek jako rekompensatę za posag ich matki Elżbiety oprawiony przez jej męża Aleksandra Obornickiego na połowach wsi Gaj Wielki, Stramnica oraz na całej wsi królewskiej Bogdanowo.
Kolejny dokument wystawiony w 1524 mówi o transakcji Wojciecha Trąmpczyńskiego z Trąmpczyna (obecnie Trąbczyn), który sprzedał z zastrzeżeniem prawa wykupu swojemu zięciowi Piotrowi Pasikoniowi Włościejewskiemu całe części posiadane we wsiach Prusinowo, Stajkowo, Lubasz i Sławno oraz Łukowo i Żerniki za 200 grzywien, a ten zapisuje swojej żonie Jadwidze, córce tegoż Wojciecha, kwotę 200 grzywien na połowie wsi Krucz oraz Hamrzysko oraz na połowie posiadanych części wsi Stajkowo, Lubasz, Sławno, Łukowo i Żyrniki.
Miejscowość odnotowano również w historycznych rejestrach poborowych. W 1508 miał miejsce pobór z 11 półłanków we wsi. W 1510 Krucz liczył 11 półłanków osiadłych, jeden półłanek opuszczony oraz jeden łan sołecki. W 1563 pobrano podatki z 4,5 łana, dwóch młynów dorocznych o jednym kole. W 1577 Jan Włościejewski zapłacił pobór we wsi. W 1580 zapłacił on od 4 półłanków, 4 zagrodników, kowala oraz młyna dorocznego o jednym kole wodnym.
Wieś szlachecka Krocz (Krotecz) położona była w 1580 roku w powiecie poznańskim województwa poznańskiego w Rzeczypospolitej Obojga Narodów. Wskutek II rozbioru Polski w 1793, miejscowość przeszła pod władanie Prus i jak cała Wielkopolska znalazła się w zaborze pruskim. W XVI w. należała do Lubańskich, w XVII do Gorajskich a w XVIII w. do Miaskowskich i Świniarskich. Od 1873 r. w posiadaniu książęcego rodu von Pless.
W 1865 r. Jan Henryk XI von Hochberg (hrabia niemiecki) zakupił folwark Goraj od hrabiego Dzieduszyckiego z Wronek. W 1873 r. od Ignacego Getzendorf Grabowskiego kupił dobra w Kruczu. Po jego śmierci posiadłość odziedziczył jego syn Wilhelm Bolko Emanuel von Hochberg. On wybudował dworek myśliwski w Kruczu, a później zespół pałacowy Goraju.
Majątek Krucz-Goraj obejmował wsie: Goraj, Krucz, Biała, Bielawy, Ciszkowo, Dębe, Góra, Hamrzysko, Gulcz, Jasionna, Klempicz, Kruteczek, Rzecin i Nadleśnictwo Smolnydół. Pod koniec XIX wieku powierzchnia liczyła 8316,48 ha, w tym 7314,60 ha lasów. Cały obszar majątku podzielono na trzy nadleśnictwa: Klempicz, Smolary i Goraj. W skład, których wchodziło łącznie 9 leśnictw: Dębe, Goraj, Jasionna, Smolary, Kruczlas, Rzecin, Biała, Klempicz, Krucz.
Głównym źródłem dochodu była hodowla jeleni oraz organizowane na nie polowania. Dodatkowymi dochodami majątku w Goraju było Przedsiębiorstwo Kopalń Węgla Brunatnego, Gorzelnia oraz gospodarstwo rolne w Ciszkowie. Hrabia posiadał tartak w Smolarach, wybudował linię kolejową ze Smolar w stronę Gulcza do transportu drewna – obecnie nie ma po niej śladu. Hochbergowie w latach 1881–1915 na dużą skalę prowadzili prace zalesieniowe na zdewastowanych nadmiernym wyrębem terenach.
W latach 1954–1968 wieś należała i była siedzibą władz gromady Krucz, po jej zniesieniu w gromadzie Rosko. W latach 1975–1998 miejscowość administracyjnie należała do województwa pilskiego.

## Zabytki
- dwór z dachem naczółkowym z 1830 r., obecnie siedziba nadleśnictwa,
- park podworski ze stawem i pomnikowym starodrzewem (dęby, lipy, jesiony),
- zabudowa z przełomu XIX i XX w. m.in. budynek szkoły, kapliczka pw. św. Wawrzyńca.